# Törpe lajhármaki

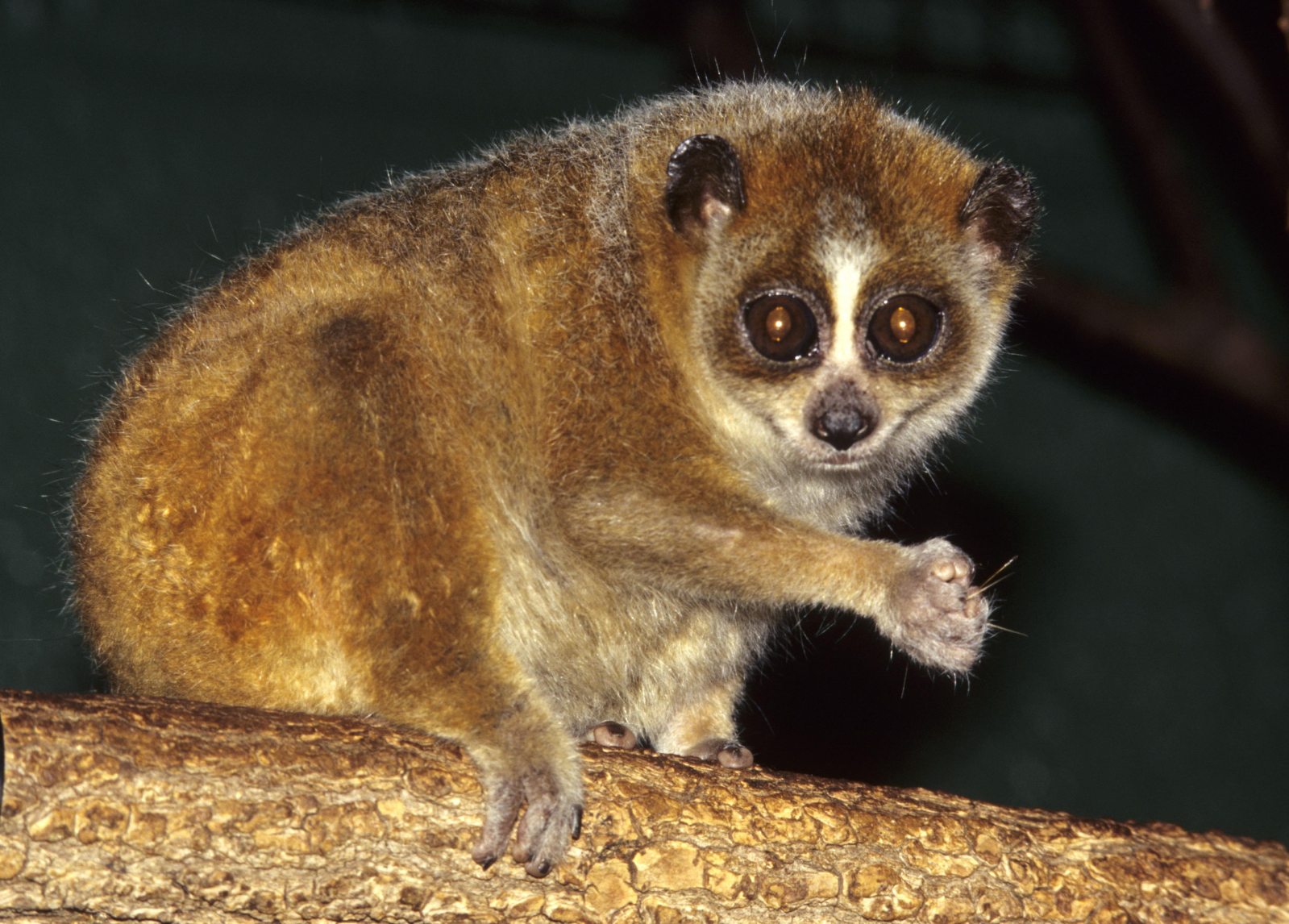

A törpe lajhármaki (Nycticebus pygmaeus) a főemlősök (Primates) rendjébe, azon belül a lajhármakifélék (Loridae) családjába tartozó Nycticebus nemének egyik faja.

## Elterjedése
Délkelet-Ázsia trópusi lombhullató erdeiben honos, Vietnám, Laosz, Dél-Kína és Kambodzsa területén.

## Megjelenése
A kifejlett példányok elérhetik a 18–21 cm hosszúságot, a tömegük 120 és 500 gramm között van. A hímek általában nagyobbak, mint a nőstények. Vastag bundájuk színe a világosbarnától a vöröses barnáig terjed, és a hasi oldalon fehér vagy szürke. A különböző egyedek arcán eltérő mintázatok vannak. Gyakori a szem körüli karika, és a fejtetőről a hátig terjedő csíkok.
Mint a többi lajhármakifélének, a törpe lajhármakinak is előre néző szeme van (ami jó térlátást biztosít), és a szemben fényvisszaverő réteg van, ami segíti a sötétben látást. Minden ujjukon köröm van, kivéve a lábuk második ujján található karmot. Nincs farkuk. A könyöküknél módosult verejtékmirigyekkel méreganyagot termelnek. Ha fenyegetve érzik magukat, ezeket nyalogatják, ami a harapásukat mérgezővé teszi.

## Életmódja
Ez a főemlős éjszakai állat, és gyümölcsökkel, tojásokkal, rovarokkal, virágokkal, gombákkal, csigákkal, kis emlősökkel és hüllőkkel táplálkozik.
A törpe lajhármaki a teljes életét fán tölti, az ágakon mászik halkan és észrevétlenül. A lábukkal a faágakban megkapaszkodva tudnak lógni, és két kézzel gyűjteni az élelmet. A melegebb hónapokban valószínűleg egész éjszaka mozgásban vannak.
A hidegebb hónapokban képesek arra, hogy egyfajta téli álomba merüljenek, és a zsírtartalékaikon éljenek. Lecsökkentik az aktivitásukat, életműködésüket és testhőmérsékletüket, és nem esznek. Ez a viselkedés megfigyelhető a vadonban és fogságban is.
A hímek vizelettel jelölik meg a területüket.
Fogságban akár 20 évig is élhet.

## Szaporodása
A hím területe több nőstényét is lefedi. A hímek és a nőstények egymással fütyüléssel kommunikálnak.
12-18 hónap alatt egyszer párzik, általában Július és Október között. A 190 napi vemhességi idő után 1-2 utódot szül, általában a téli hónapokban. Az ikerszülés gyakori. A szabadban történik a szülés, és a kicsik szőrrel borítva, nyitott szemmel jönnek a világra. 4 és fél hónapos korig szopnak, de előfordul, hogy 8 hónapig. A nőstények 9 hónapos korban válnak ivaréretté, a hímek pedig 18-20 hónapos korban.
Az első néhány nap a kicsi anyja hasába csimpaszkodik. Amikor idősebb lesz, anyja biztonságos helyen hagyja, amíg elmegy élelmet keresni. Így sokkal hatékonyabban tud magának és az utódjának élelmet gyűjteni.
Fogságban 14 éves korukig maradnak ivarérettek.

## Természetvédelmi helyzete
A törpe lajhármakik majdnem kihaltak a vietnámi háború alatt, a tüzek és az erdők pusztulása miatt. Ezenkívül az élőhelyének szűkülése és az illegális vadállat kereskedelem fenyegeti. Az IUCN vörös listáján a „sebezhető” kategóriában szerepel.
Állatkertekben közepesen gyakori faj, a teljes európai állatkerti állomány 100 egyed körüli nagyságú. Magyarországon a Szegedi Vadasparkban él egy pár belőle, melyeknek 2012 decemberében született kölyke.
Fontos megjegyezni házikedvencnek való tartásának negatív hatásait az egyes példányok életére. Befogásuktól a háztartásba kerülésük során megfosztják fogaitól, legtöbbször analgézia nélkül. A közösségi videómegosztó portálokon népszerű kedvesnek és aranyosnak tűnő jeleneteken, ahol látszólag élvezi, ahogy csiklandozzák, feltartja mindkét mellső lábát, az állat valójában rémült. Fogaiktól megfosztva a könyökénél található mirigyekben mérgeket gyűjt, ezzel igyekszik védekezni.
A napfényt nem kedveli, éjjelente nagy területet jár be - világos szobában, ketrecben tartása valós állatkínzás.
Tartását nemzetközi egyezmények tiltják.

## Érdekességek
A vietnámi néphiedelemben a törpe lajhármakikat "khi gio"-nak hívják, ami azt jelenti: "majmok, amik a széllel mozognak". Balszerencsét jelentenek, és fekete mágiához használják őket.

## Fordítás
- Ez a szócikk részben vagy egészben  a   Pygmy slow loris című angol Wikipédia-szócikk fordításán alapul.  Az eredeti cikk szerkesztőit annak laptörténete sorolja fel. Ez a jelzés csupán a megfogalmazás eredetét és a szerzői jogokat jelzi, nem szolgál a cikkben szereplő információk forrásmegjelöléseként.